# قصر ایتابوکی
قصر ایتابوکی (به ژاپنی: 板蓋宮, Itabuki no miya) یک کاخ امپراتوری سابق است که در استان نارا امروزی در منطقه کانسای هونشو واقع شده‌است. زمانی که پایتخت در نارا واقع شده‌است، محل اقامت دربار امپراتوری ژاپن بوده‌است. حداقل چهار کاخ در این مکان ساخته شده‌است.